# 麻田あおい
麻田 あおい（あさだ あおい、1967年12月26日 - ）は、日本の女優。愛知県名古屋市出身。血液型はA型。所属事務所は、フォー・エイト。過去に、伊藤嘉奈子（本名同じ）→伊藤かなこ→麻田あおいと改名している。

## 主な出演作品

### テレビドラマ
- 父の椅子（1990年、NHK）
- 朝の連続テレビ小説君の名は（1991年、NHK） - あさ役
- 大河ドラマ徳川慶喜（1998年、NHK） - お蝶役
- 青い花火（1998年、NHK）
- 催眠（2000年、TBS系列）
- 朝の連続テレビ小説私の青空（2000年、NHK）
- 私を旅館に連れてって（2001年、TBS系列）
- 大河ドラマ風林火山（2007年、NHK） - おくま役
- 風の果て（2007年、NHK）
- 筆談ホステス〜母と娘、愛と感動の25年。届け!わたしの心〜（2010年、TBS系列）
- てのひらのメモ（2010年、NHK） - 三角（裁判員）役

### CM
- アート引越センター
- トヨタ自動車「トヨタ・ノア」

### 声優
- いたずらネコ ラルフ（2002年）　ラルフ役（吹き替え）